# علي حاتم السليمان
علي حاتم السليمان أو علي حاتم عبد الرزاق العلي السليمان أمير قبيلة الدليم الزبيدية كبرى قبائل الانبار من مواليد سنة 1971 ميلادية بمدينة بغداد عاصمة العراق وقد وعاش ونشأ علي حاتم السليمان في مدينة الرمادي مركز محافظة الأنبار العراقية بالغرب العراقي ثم عاد إلى بغداد لاكمال دراسته.
شكل السليمان مع رافع المشحن الجميلي، قوات عشائرية للسيطرة على الفراغ الأمني في أراضي محافظة الأنبار. شكل علي حاتم السليمان المجلس العسكري لثوار الانبار.

## حياته
ولد علي في بغداد عام 1971. كان والده عبد الرزاق أمير قبيلة الدليم، إحدى أكبر القبائل العربية في العراق. وقاد جده علي السليمان الاتحاد أثناء تأسيس العراق. يتمركز أفراد القبيلة في الغالب في محافظة الأنبار.

## غزو العراق
بعد غزو العراق عام 2003، انضم علي إلى التمرد العراقي. وشكلت عشيرته نواة المقاومة والتمرد ضد القوات الأمريكية والقوات الحكومية الشيعية في العراق بسبب قصف الفلوجة واستهداف السنة في بغداد. ومع ذلك في عام 2006، انقلب هو ورجال عشيرته المسلحون ضد تنظيم القاعدة، وذلك بسبب استخدامهم العشوائي للعنف في كثير من الأحيان، فضلاً عن حقيقة أن تنظيم القاعدة لم يعط الاحترام الكافي لشيوخ الأنبار. وانضم علي إلى حركة الصحوة، رغم أنه كان ينظر بازدراء إلى زعيمها الشيخ عبد الستار أبو ريشة، بسبب صغر حجم قبيلة أبو ريشة.
وبعد ترك التمرد، أصبح علي شخصية مهمة في الأنبار، وشكل قوة شرطة محلية قوامها 60 ألف مسلح من قبيلته في الأنبار.

علم المجلس العسكري لثوار الانبار